# Igor Ter-Ovanesyan
Igor Ter-Ovanesyan (Ucrania, 19 de mayo de 1938) fue un atleta ucraniano, especializado en la prueba de salto de longitud en la que llegó a ser medallista de bronce olímpico en 1964 y plusmarquista mundial durante los años sesenta.

## Carrera deportiva
En los JJ. OO. de Roma 1960 ganó la medalla de bronce en salto de longitud, llegando hasta los 8.04 metros.
Cuatro años después, en los JJ. OO. de Tokio 1964 volvió a ganar la medalla de bronce en el salto de longitud, llegando hasta 7.99 metros, tras el británico Lynn Davies (oro con 8.07 metros) y el estadounidense Ralph Boston (plata con 8.03 m).